# Ellen Allien
Ellen Fraatz (West-Berlijn, 1968), beter bekend als Ellen Allien, is een Duitse dj en muziekproducent, en de oprichtster van het platenlabel BPitch Control. Haar muziek is het beste te omschrijven als een mix van IDM en techno.

## Biografie
Ellen Allien werd geboren in Berlijn, waar ze nog altijd woont. Ze noemt het de beste stad ter wereld. Haar debuutalbum Stadtkind (2001) droeg ze dan ook op aan de stad; de cultuur van het herenigde Berlijn is een van de belangrijkste inspiratiebronnen voor haar muziek.
In 1989 woonde Ellen Allien voor een jaar in Londen, waar ze voor het eerst in aanraking kwam met elektronische muziek. Toen ze na het vallen van de Berlijnse Muur terugkeerde naar haar geboorteplaats, werd ze resident dj bij de clubs Tresor, Bunker en E-Werk. Daarnaast begon Ellen Allien in 1993 haar eigen show op het Berlijnse radiostation Kiss FM en richtte ze in 1995 haar eigen platenlabel op. Zowel de show als het label kregen de naam Braincandy. Vanwege problemen met de distributie gaf ze haar label in 1997 op en begon vervolgens feesten te organiseren onder de naam Pitch Control.
Twee jaar later richtte ze echter alweer een nieuw label op. BPitch Control, dat zich richt op technomuziek, bracht muziek uit van onder meer de Duitse muzikanten Modeselektor, Paul Kalkbrenner, Moderat en Apparat. Tegelijker met het verschijnen van de extended play Ufo (2019) lanceerde Ellen Allien nog een ander label, UFO Inc. geheten.
Ellen Allien draait regelmatig in het buitenland, met name in clubs in Barcelona, Ibiza en Madrid.

## Discografie
- 2001: Stadtkind
- 2003: Berlinette
- 2004: Remix Collection
- 2005: Thrills
- 2006: Orchestra of Bubbles
- 2008: Sool
- 2010: Dust
- 2013: LISm
- 2017: Nost
- 2019: Alientronic
- 2020: AurAA